# Direct Access Archive
Direct Access Archive (DAA) è un formato di file proprietario sviluppato da PowerISO Computing per i file immagine. Esso è simile ad altri formati di immagine, come ad esempio ISO e BIN, ma apparentemente utilizzabile solo da software PowerISO. Il formato supporta le funzioni di compressione, protezione con password e di suddivisione in più volumi.